# Interfakultäre Bibliothek für Geschichte und Theologie (Freiburg im Üechtland)
Die Interfakultäre Bibliothek für Geschichte und Theologie (Freiburg im Üechtland) ist ein öffentliches Dokumentations- und Informationszentrum der Universität Freiburg (Schweiz). Auf Französisch heisst sie Bibliothèque interfacultaire d’histoire et théologie; dessen Abkürzung BHT wird auch auf Deutsch verwendet.

## Standort und Angebot
Die Bibliothek befindet sich im Hauptgebäude der Universität im Flügel MIS 04.
Der Lesesaal mit über 100 Leseplätzen fasst einen Freihand-Bestand von mehr als 100`000 Dokumenten – darunter Nachschlagewerke, Quellen, Handbücher, Monographien, Zeitschriften (in gedruckter oder elektronischer Form) sowie elektronische Medien (E-Books, CD-ROMs, DVDs). Der Lesesaal ist sieben Tage in der Woche geöffnet, die Ausleihe Montag bis Freitag. Vom Lesesaal aus kann man auf die Stadt Freiburg und die Freiburger Voralpen sehen.
Neben den Beständen der Geschichte und der Theologie zählen auch jene der Religionswissenschaft sowie die Bestände der Bibliothek für Kanonisches Recht zur Bibliothek.
Seit 2011 ist der gesamte Bestand der BHT retro-katalogisiert. Seit 2021 sind die Bestände in Swisscovery verzeichnet.
Es arbeiten sieben Fachkräfte (345 Stellenprozente) und neun Studierende in der Bibliothek (Stand 2015).
Die Bibliothek entstand 1977 aus der Fusion von über 20 Seminarbibliotheken der Theologischen Fakultät und dem geschichtswissenschaftlichen Teil der Philosophischen Fakultät. Die BHT untersteht in wissenschaftlicher und administrativer Hinsicht der Universität und ist in das Organigramm der Theologischen und der Philosophischen Fakultät integriert. Sie ist gleichzeitig Teil der Kantons- und Universitätsbibliothek (KUB).